# Madschid bin Said

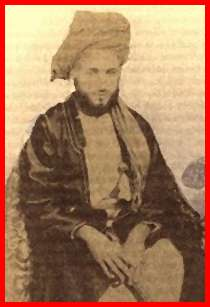
Sultan Madschid bin Said

Sayyid Madschid bin Said al-Busaidi (arabisch ماجد بن سعيد البوسعيدي, DMG Māǧid b. Saʿīd al-Būsaʿīdī; * 1834?; † 7. Oktober 1870) war der erste Sultan von Sansibar. Er regierte vom 19. Oktober 1856 bis zu seinem Tode.
Sein Vater Sayyid Said hatte als Sultan von Oman den Regierungssitz von Maskat nach Sansibar verlegt und Madschid zu seinem Erben bestimmt. Sein älterer Bruder Thuwaini machte ebenfalls Ansprüche auf die Thronfolge geltend, sodass schließlich eine Aufteilung der Herrschaftsgebiete in Oman (mit Thuwaini als Sultan) und Sansibar erfolgte. Während seiner Herrschaft kam es zu mehreren Intrigen und Versuchen seiner Brüder, ihn zu stürzen. Anfang 1860 konnte er sich gegen einen Umsturzversuch unter seinem Bruder Barghash (der von seiner Halbschwester Salme unterstützt wurde) durchsetzen. Zur Strafe wurden seine am Umsturzversuch beteiligten Geschwister für einige Monate auf einem Landsitz unter Hausarrest gestellt und konnten danach an seinen Hof zurückkehren.
Während seiner Herrschaft konzentrierte sich das Sultanat verstärkt auf den Sklavenhandel entlang der gesamten Küsten Ostafrikas. In seiner Regierungszeit wurde der Sklavenmarkt in der Stadt Sansibar zur größten Einrichtung dieser Art in ganz Afrika. Die wirtschaftlichen, politischen und diplomatischen Beziehungen mit den damaligen Großmächten Großbritannien und Frankreich sowie den USA, Portugal und mehreren deutschen Staaten wurden ausgebaut, wobei es ihm gelang, die Unabhängigkeit des Sultanates Sansibar zu bewahren.
Da er nur eine Tochter hatte, folgte ihm sein Bruder Bargash als Sultan. Madschids Tochter Khanforah wiederum heiratete ihren Cousin, den omanischen Prinzen Hammud ibn Muhammad ibn Said, der 1896 Sultan von Sansibar wurde.